# 인디고 (염료)
인디고(Indigo)는 특유의 남색을 내는 유기 화합물이다. 쪽과 같은 식물이나 몇몇 동물에게서 얻을 수 있으며 오래 전부터 천연 염료로 사용되었다. 근대 이전에는 달리 푸른 빛을 얻을 수 있는 염료가 없었기에 매우 귀중하게 취급되었다. 오늘날엔 화학 합성을 통해 대량으로 생산되어 값이 싸졌다. 데님, 특히 청바지의 푸른 색은 합성 인디고로 염색한 것이다. 

## 이용
데님과 같은 면직물의 날염에 쓰인다. 간혹 비단이나 울과 같은 동물성 직물의 염색에도 사용된다.

## 얻는 법

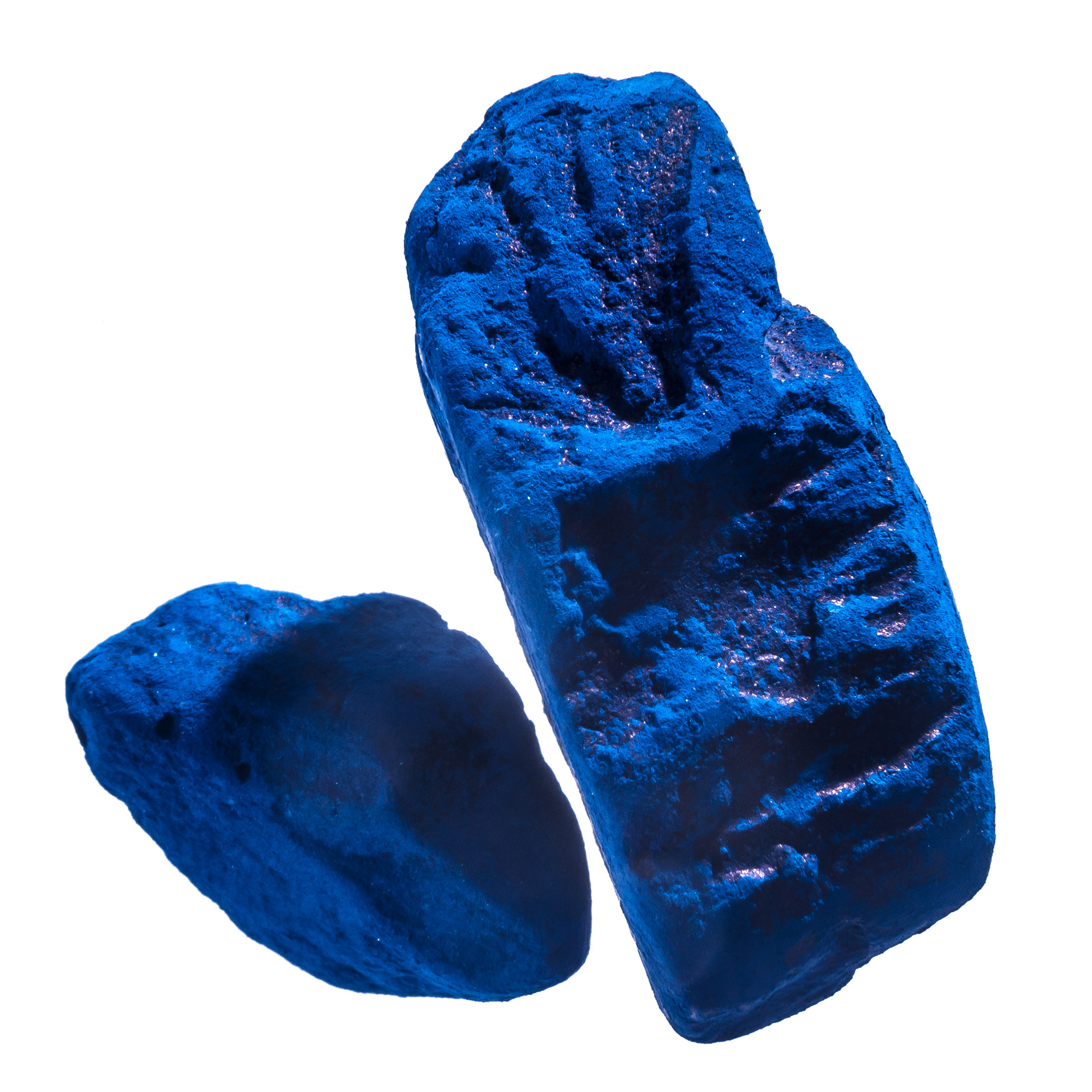
인디고 덩어리. 큰 것의 길이는 약 2cm

### 천연 소재
다양한 생물이 인디고를 함유하고 있지만 상업적으로 쓰일 만큼 농도가 짙은 것은 드물다. 동양에서는 쪽과 같은 식물에서 인디고를 얻었다. 한자 남(藍)은 쪽을 가리키는 말로 "청출어람 청어람"(靑出於藍 靑於藍 푸른 빛은 쪽에서 나오지만 쪽보다 더 푸르다)이라는 관용어가 생겼다. 고대 로마 등에서는 Bolinus brandaris와 같은 뿔소라의 껍질에서 인디고를 얻었다. 이 경우엔 소라의 채집과 껍질의 가공에 많은 시간과 노력이 필요하여 더 구하기 어려웠다. 뿔소라 1만개를 잡아야 인디고 1 그램을 얻었다고 한다. 이렇게 얻은 인디고로는 하늘색에서 보라색까지 다양한 색상을 얻을 수 있는데 특히 티리안 퍼플로 불린 보라색은 왕만이 입을 수 있는 것이었다. 실제 신약성서에서 예수가 처형되기 전에, 로마군인들이 예수에게 자주색 겉옷을 입혔다는 이야기로써 왕이신 그리스도를 소개하는 마가의 신학이 나오는 것이나, 사도 바울의 전도여행길에 루디아라는 필립비(빌립보)의 여성이 자주색 염료를 사고파는 여성이라고 소개하여 사치재를 사고파는 루디아의 직업 및 초기 기독교의 부유층 여성들의 삶을 말하는 예가 있다.

### 합성
경제적 가치 때문에 인디고에 대한 합성은 비교적 일찍 시도되어 많은 합성 법이 알려져 있다. 1882년 2-수산화니트로벤젠과 아세톤을 합성하여 인디고를 만드는 베이어-드루슨 인디고 합성법이 발표되어 싼 값에 인디고 염료를 생산하는 것이 가능하게 되었다. 그러나 이 방법은 대량 생산에는 무리가 있어 계속하여 새로운 합성법이 연구되었고 요하네스 플레거와 카를 휴만이 보다 저렴하게 대량 생산할 수 있는 방법을 발표하였다. 오늘날에는 이러한 기본적인 제법을 바탕으로 다양한 제조 공정이 사용된다.  대학교 교육 과정은 베이어-드루슨 인디고 합성법을 통해 인디고를 합성하는 실험을 소개하기도 한다.